# Ottenschlag im Mühlkreis
Ottenschlag im Mühlkreis är en ort och  kommun i Österrike. Den ligger i distriktet Urfahr-Umgebung i förbundslandet Oberösterreich,  150 kilometer väster om huvudstaden Wien. 
Kommunen består av sex orter (Ortschaften) (inom parentes invånarantal 1 januari 2024):
- Hadersdorf (0)
- Helmetzedt (34)
- Ottenschlag im Mühlkreis (198)
- Puchberg (15)
- Rohrbach (105)
- Wintersdorf (229)